# Jack Osbourne

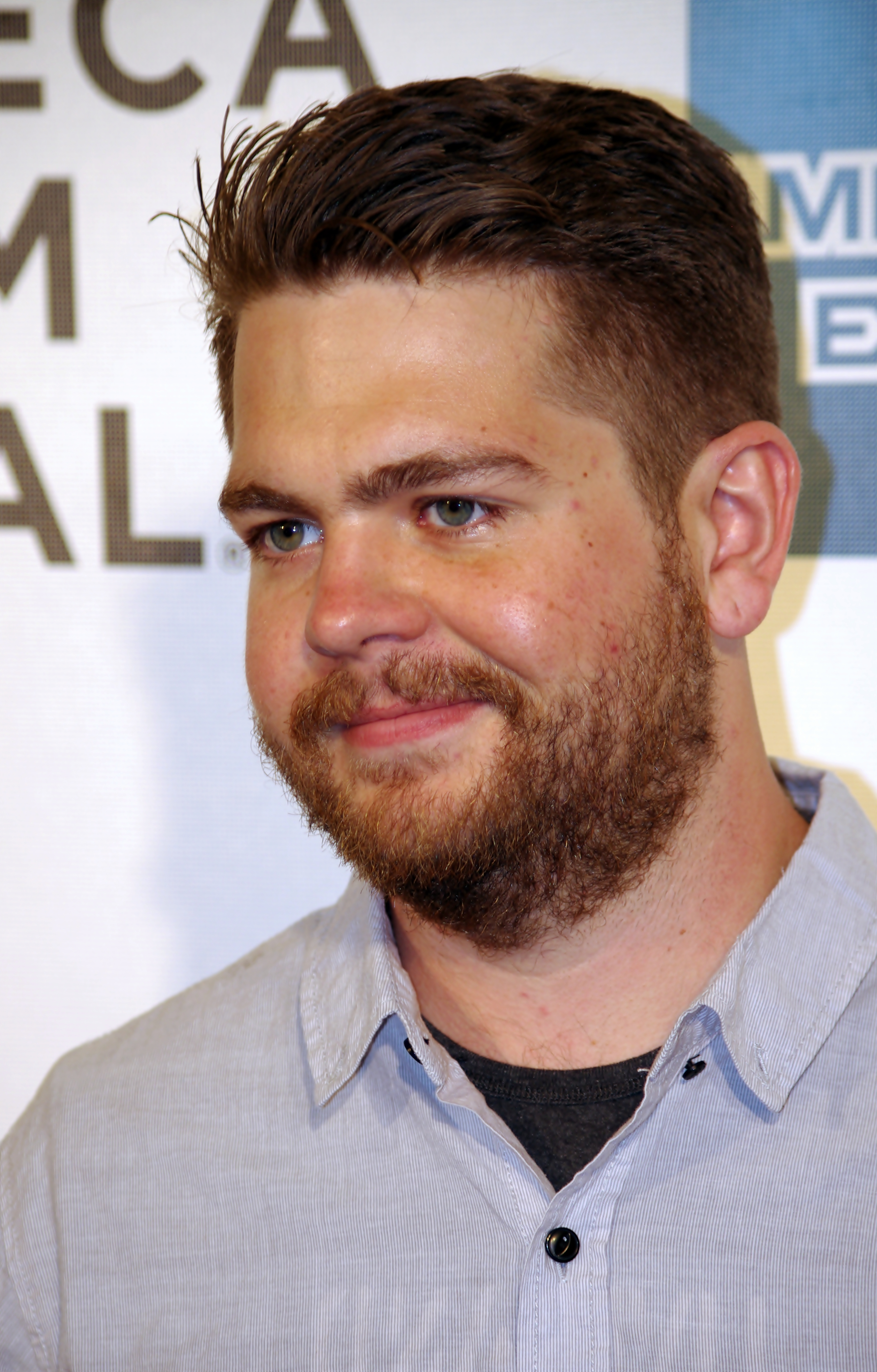
Jack Osbourne auf dem Tribeca Film Festival 2011

Jack Joseph Osbourne (* 8. November 1985 in London, England) ist der Sohn von Ozzy Osbourne und dessen zweiter Frau Sharon.

## Leben
Bekannt wurde Jack Osbourne insbesondere durch die Realityshow über seine Familie The Osbournes. Er arbeitete als Talentscout für Epic Records und half seiner Mutter bei der Organisation des Ozzfestes. 
Im Jahr 2003 kam Osbourne aufgrund von Drogenkonsum in die Schlagzeilen und unterzog sich einer Therapie. Danach nahm er innerhalb eines Jahres stark an Gewicht ab und startete 2004 seine Fernsehsendung Jack Osbourne: Adrenaline Junkie. In dieser absolviert er Extremsportarten. Die Serie wurde in England, den USA, Kanada und auch in Deutschland (dort auf dem Sender DMAX unter dem Namen Jack Osbourne – Jetzt erst recht!) ausgestrahlt.
2012 wurde bekannt, dass Jack Osbourne unter Multipler Sklerose (MS) leidet. Dies sollen Untersuchungen ergeben haben, nachdem Osbourne 60 % seiner Sehkraft im rechten Auge verloren hatte. Jack Osbourne wollte nach eigenem Bekunden durch die Bekanntgabe seiner Erkrankung das Bewusstsein der Öffentlichkeit für diese Krankheit schärfen.

## Familie
Jack Osbourne hat zwei Schwestern, Aimee und Kelly Osbourne, zudem noch einen Halbbruder und eine Halbschwester. 
Osbourne war seit dem 7. Oktober 2012 mit der Schauspielerin Lisa Stelly verheiratet, mit der er drei gemeinsame Töchter hat. Im Mai 2018 gab das Paar die Scheidung bekannt. Im Dezember 2021 verlobte sich Jack Osbourne mit seiner Freundin Aree Gearhart. Die Tochter Maple Artemis Osbourne kam im Juli 2022 zur Welt. Jack Osbourne und Aree Gearhart heirateten im September 2023 in Santa Barbara, Kalifornien.

## Filmographie
- 2002: Dawson’s Creek, Folge 6.01
- 2003: Die wilden Siebziger (That '70s Show), Gastauftritt: Folge 5.12
- 2004: Ein verrückter Tag in New York (New York Minute)
- seit 2019: Pforten zur Schattenwelt (TLC Fernsehserie, 26 Folgen)
- seit 2020: die Osbournes - Paranormal Check (TLC Fernsehserie)